# Diego Cavalieri
Diego Cavalieri (1 december 1982) is een Braziliaans doelman in het betaald voetbal. Hij tekende in maart 2018 een contract tot medio 2018 bij Crystal Palace, dat hem transfervrij inlijfde. Cavalieri debuteerde in 2012 in het Braziliaans voetbalelftal. Hij heeft zowel een Braziliaans als een Italiaans paspoort.

## Clubcarrière
Cavalieri debuteerde in het profvoetbal in het shirt van Palmeiras in een wedstrijd tegen Rio Clare. De Campeonato Paulista-wedstrijd eindigde in 4-0 voor Palmeiras. Hij speelde 33 wedstrijden in de Série A en hield alles bij elkaar 47 keer de nul voor de Braziliaanse club.
Op 11 juli 2008 tekende Cavalieri voor vier jaar bij Liverpool dat drie miljoen Engelse pond voor hem betaalde, ongeveer 3,8 miljoen euro. Zijn debuut volgde in een oefenwedstrijd tegen Tranmere Rovers op 12 juli 2008. Hij was de derde Braziliaanse speler onder contract bij Liverpool, na Fábio Aurélio en Lucas Leiva.
Cavalieri speelde in twee jaar tien wedstrijden voor Liverpool, waar hij eerste keus José Manuel Reina voor zich had. Toen de club in augustus 2010 Bradley Jones als extra doelman aantrok, vertrok Cavalieri naar AC Cesena. Amper een half jaar later vertrok hij naar Fluminense.

## Interlandcarrière
Cavalieri werd op 13 november 2012 door bondscoach Mano Menezes opgeroepen voor een wedstrijd tegen Argentinië. Hij maakte gelijk zijn debuut en speelde de volle negentig minuten. In 2013 werd hij opgenomen in de selectie voor de FIFA Confederations Cup, die werd gewonnen door in de finale Spanje met 3-0 te verslaan. Cavalieri zelf kwam niet aan speelminuten.
| Interlands van Diego Cavalieri voor Brazilië | Interlands van Diego Cavalieri voor Brazilië | Interlands van Diego Cavalieri voor Brazilië | Interlands van Diego Cavalieri voor Brazilië | Interlands van Diego Cavalieri voor Brazilië | Interlands van Diego Cavalieri voor Brazilië | Interlands van Diego Cavalieri voor Brazilië |
| №                                            | Datum                                        | Wedstrijd                                    | Uitslag                                      | Soort wedstrijd                              | Doelpunten                                   |                                              |
| Als speler bij Fluminense FC                 | Als speler bij Fluminense FC                 | Als speler bij Fluminense FC                 | Als speler bij Fluminense FC                 | Als speler bij Fluminense FC                 | Als speler bij Fluminense FC                 | Als speler bij Fluminense FC                 |
| -------------------------------------------- | -------------------------------------------- | -------------------------------------------- | -------------------------------------------- | -------------------------------------------- | -------------------------------------------- | -------------------------------------------- |
| 1.                                           | 21 november 2012                             | Argentinië – Brazilië                        | 1 – 2                                        | Vriendschappelijk                            | 0                                            |                                              |
| 2.                                           | 24 april 2013                                | Brazilië - Chili                             | 2 – 2                                        | Vriendschappelijk                            | 0                                            |                                              |

Bijgewerkt t/m 1 juli 2013

## Erelijst
Brazilië
- FIFA Confederations Cup

2013
1 Jefferson ·
2 Dani Alves ·
3 Thiago Silva  ·
4 David Luiz ·
5 Fernando ·
6 Marcelo ·
7 Leiva ·
8 Hernanes ·
9 Fred ·
10 Neymar ·
11 Oscar ·
12 Júlio César ·
13 Dante Bonfim ·
14 Filipe Luís ·
15 Jean ·
16 Réver ·
17 Luiz Gustavo ·
18 Paulinho ·
19 Hulk ·
20 Bernard ·
21 Jô ·
22 Diego Cavalieri ·
23 Jádson ·
Coach: Scolari